# Australisk gravand
Australisk gravand (Tadorna tadornoides) är en fågel i familjen änder inom ordningen andfåglar. Som namnet avslöjar förekommer den i Australien, där i sydvästra och sydöstra delen av landet samt på ön Tasmanien. Den har även etablerat sig i Nya Zeeland. Arten ökar i antal och beståndet anses livskraftigt.

## Utseende och läten

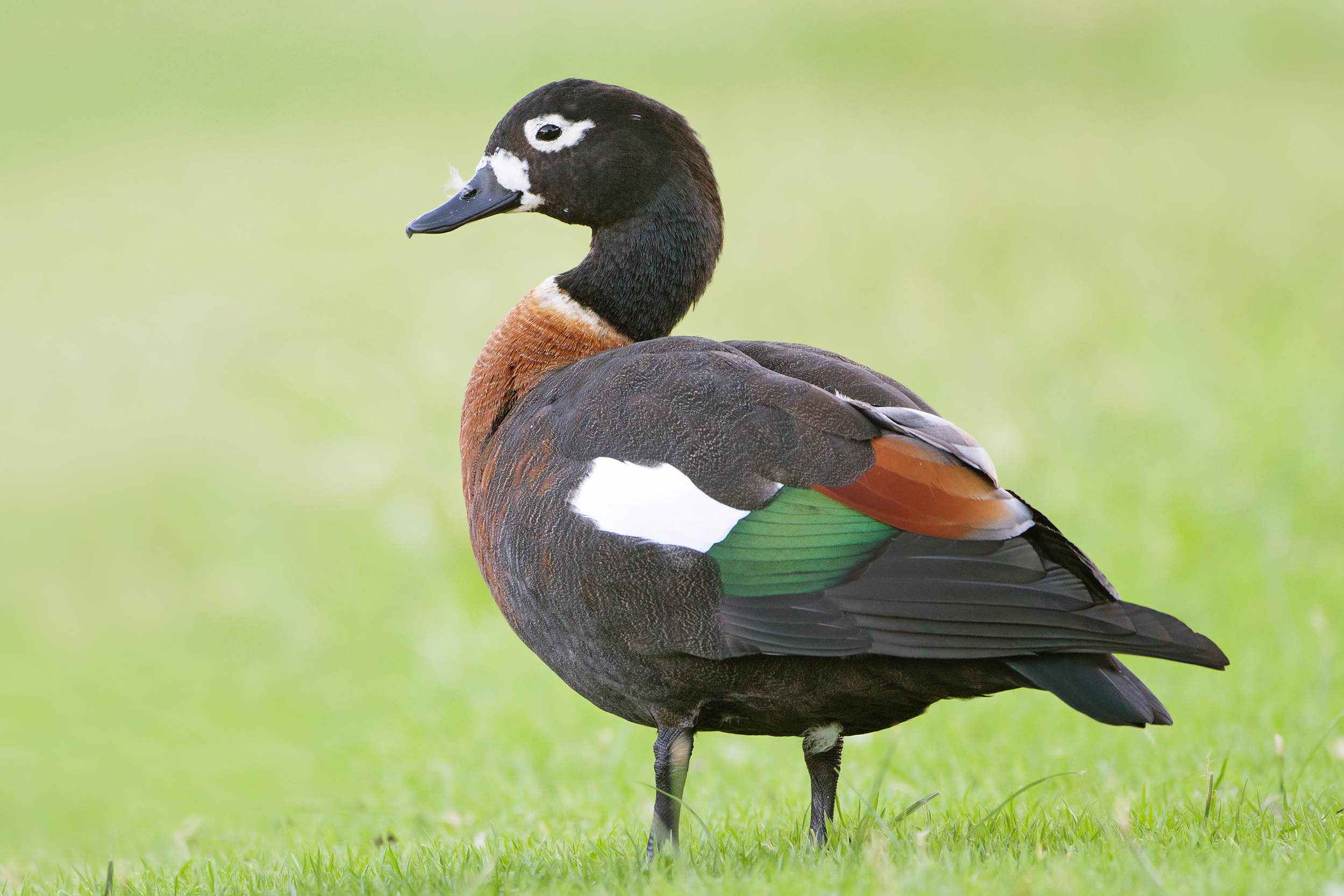
Hona.

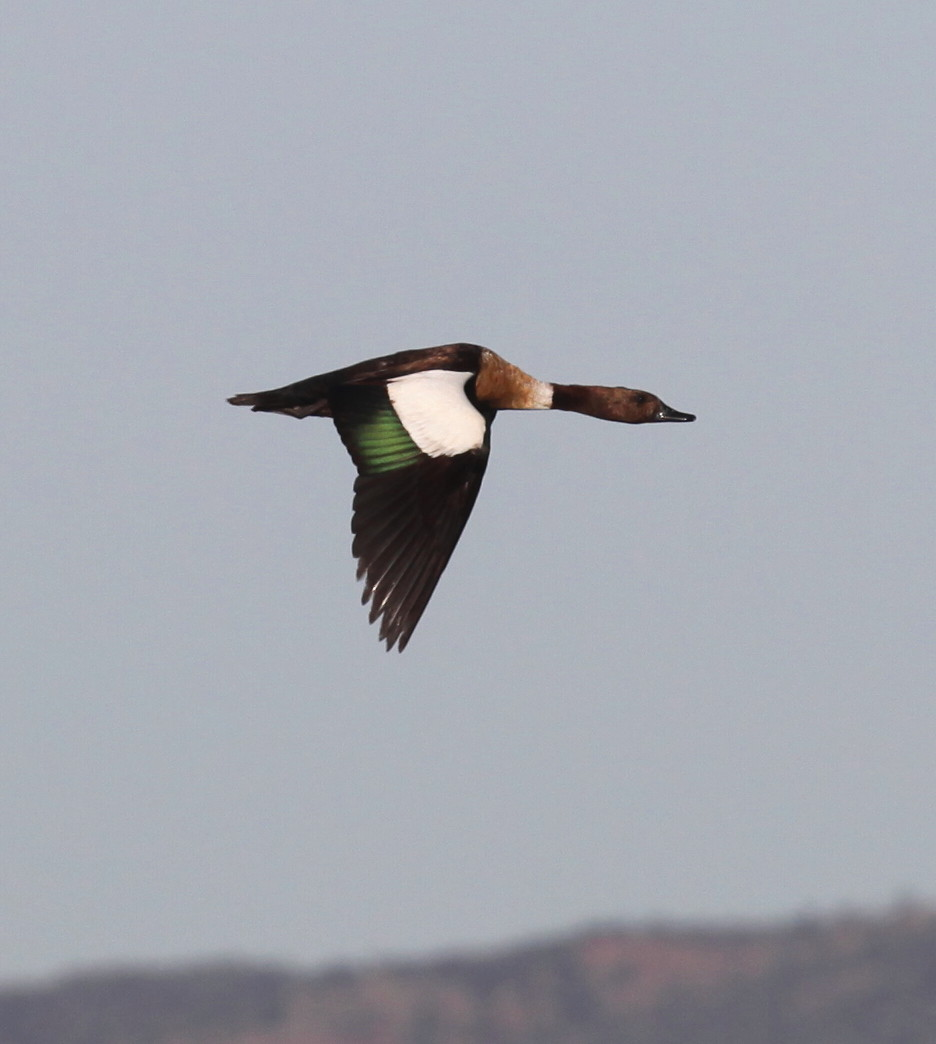
I flykten.

Australisk gravand är en stor (55–72 cm), svarthuvad andfågel med kastanjebrunt bröst. Hanen har vit ring runt halsen och bröstet mer beigefärgat. Honan har vitt runt ögat och kring näbbroten. I flykten syns tydligt vita skuldror och vingundersidor. Lätet är ett högljutt och ihåligt "ang-ownk".

## Utbredning och systematik
Australisk gravand förekommer fläckvist i sydvästra och sydöstra Australien och Tasmanien. Den har även etablerat en population i Nya Zeeland. Fågeln har också påträffats i flera europeiska länder, däribland Sverige, men det har bedömts osannolikt att den nått dit på naturlig väg. Den behandlas som monotypisk, det vill säga att den inte delas in i några underarter.

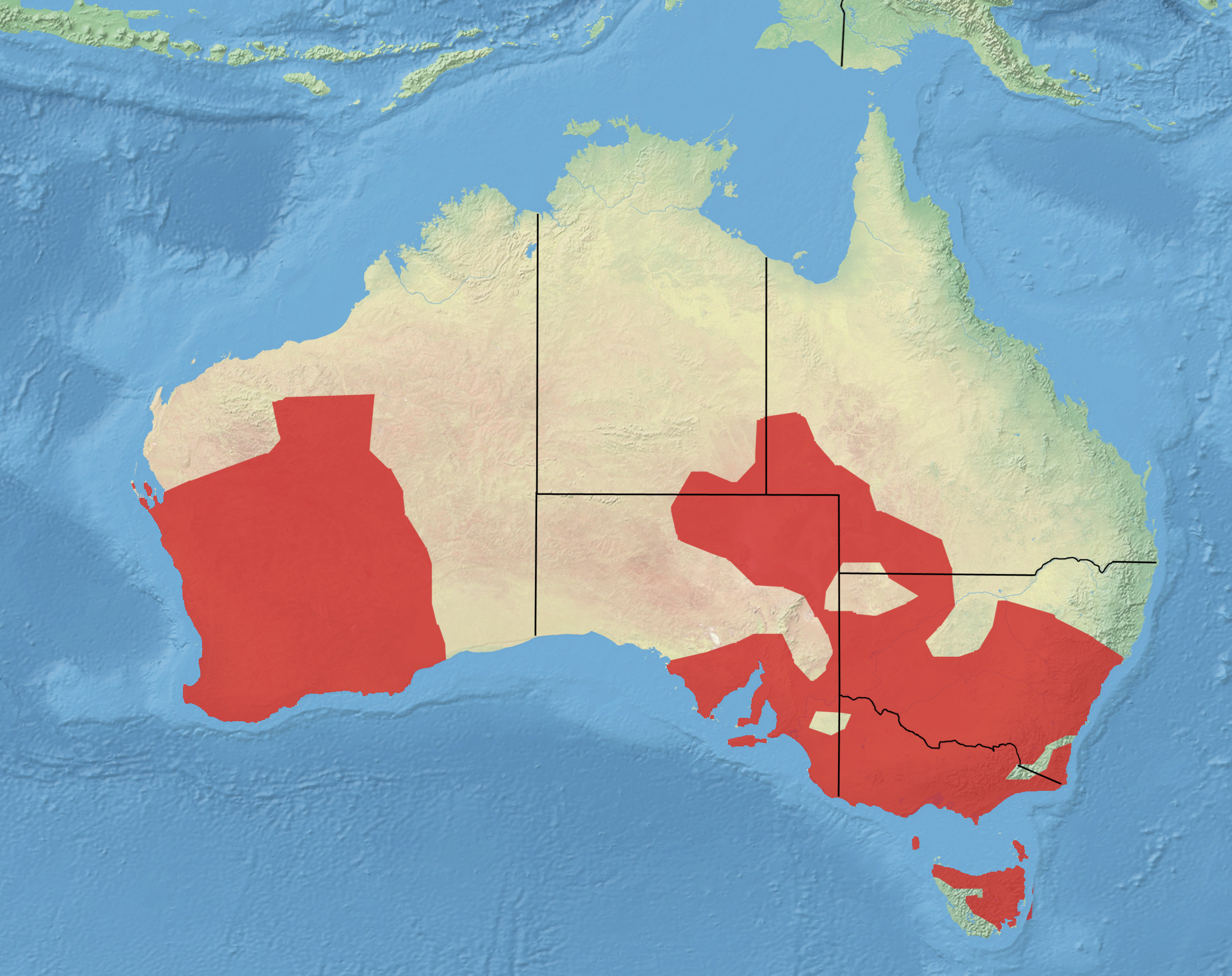
Utbredningsområdet för australisk gravand i Australien.

### Släktskap
Inom släktet Tadorna visar genetiska studier att australisk gravand står närmast rostanden (Tadorna ferruginea), i en grupp där möjligen även nyzeeländska paradisgravanden (Tadorna variegata) ingår. Dessa är sedan systergrupp till sydafrikanska arten gråhuvad rostand (Tadorna cana).

## Levnadssätt
Australisk gravand förekommer i dammar, våtmarker och flodmynningar, men ses även i omkringliggande jordbruksområden och gräsmarker. Fågeln inleder häckning i månadsskiftet juni–juli och äggläggningen kan pågå ända till slutet av september. Den häckar i ett trädhål eller en kaninhåla, ofta långt från vatten. I boet som fodras med gräs och stora mängder dun läggs åtta till tio eller fler gräddvita ägg.

## Status och hot
Arten har ett stort utbredningsområde och en stor population, och tros öka i antal. Utifrån dessa kriterier kategoriserar internationella naturvårdsunionen IUCN arten som livskraftig (LC).

## Namn
Australiska gravanden beskrevs vetenskapligt av William Jardine och Prideaux John Selby år 1828. Dess vetenskapliga artnamn tadornoides betyder "lik Tadorna", det vill säga lik gravanden (Tadorna tadorna).